# Peer Engels
Peer Engels (Panningen, 10 april 1957) is een Nederlandse schrijver van korte verhalen, cabaretteksten, romans. Tevens  columnist, vertaler en cabaretier. Werkt daarnaast als schilder en decorbouwer.
Peer Engels was tussen 1987 en 1994 betrokken bij cabaretgroep Herenakkoord, waarvoor hij buiten de liedjes de meeste teksten (mee-)schreef. Hij bleef de jaren daarna betrokken bij televisie- en videoproducties met Aart & Ton en Karel Glastra van Loon. Met de laatste had in de vroege jaren negentig jarenlang een column in Paul Haenen's Mens + Gevoelens, die zij afwisselend schreven onder de titel Glas & Engels. Hij vertaalde enkele jaren de animatieserie The Simpsons voor nasynchronisatie. In 2007 publiceerde Uitgeverij TIC (van Paul Weelen) zijn romandebuut Tinnen schreeuw.
Hij werkte van 1989 tot aan de fatale brand in 1999 bij Club RoXY als schilder en decorontwerper en -bouwer. Engels woont sinds een aantal jaren weer in zijn geboorteplaats en heeft twee dochters.
Een bundeling van de Glas & Engels-columns verscheen in 2010, een collectie short stories en een tweede roman staan op stapel.